# Emil von Bülow
Emil Freiherr von Bülow (* 30. Mai 1817 in Neubrandenburg; † 12. April 1903 in Kalksburg bei Wien) war ein deutscher römisch-katholischer Geistlicher und Provinzial der Jesuiten.

## Leben
Emil von Bülow studierte Rechtswissenschaften an den Universitäten Bonn und Heidelberg. Nach seinem Examen machte er eine landwirtschaftliche Ausbildung und erwarb 1843 das Allodialgut Ehmkendorf, heute Ortsteil von Stubbendorf, das er jedoch schon 1846 wieder verkaufte. Auf einer Reise nach Italien traf er Karl von Vogelsang und wurde Teil seines Freundeskreises, zu dem auch Franz Chassot von Florencourt, Friedrich Maassen und Iwan von Gloeden gehörten.
1850 konvertierte er in Innsbruck zur römisch-katholischen Kirche. Im folgenden Jahr trat er der Gesellschaft Jesu bei. Er studierte Philosophie und Katholische Theologie in Linz und in Rom und wurde 1857 zum Priester geweiht.
Von 1866 bis 1871 war er Rektor und Novizenmeister im Jesuitenkolleg Tyrnau. Von 1871 bis 1877 war er Provinzial für Österreich-Ungarn. Er förderte das Kollegium Kalksburg und war von 1877 bis 1885 Rektor in St. Andrä. Von 1885 bis 1901 wirkte er in Lainz, danach in Steyr.

## Schriften
- Hundert Lebensbilder aus der österreichisch ungarischen Provinz der Gesellschaft Jesu. 1902